# Aleksandr Zaruckij
Aleksandr Aleksandrovič Zaruckij (in kazako Александр Александрович Заруцкий?; Vladikavkaz, 26 agosto 1993) è un calciatore kazako, di origini russe, portiere del Qairat.

## Carriera

### Club
Cresciuto nelle giovanili dello Şahter Qarağandy, esordisce nella massima serie kazaka proprio con la formazione giallo-arancio. Tra il 2013 e il 2015 gioca dieci gare di campionato.
Tra il 2017 e il 2020, veste le maglie di Qyzyljar, Ertis, Atyrau e Qaisar, trovando poco spazio da titolare.
Nel 2021, passa all'Astana, rimanendovi fino al 2024. Nell'arco delle quattro stagioni nella capitale, oltre a esordire nelle competizioni continentali per club, vince anche i suoi primi titoli nazionali. Terminata la sue esperienza all'Astana, a inizio 2025 passa al Qairat.

### Nazionale
Ha giocato nella nazionale kazaka Under-21.
Il 28 marzo 2024 debutta con la nazionale kazaka in un match amichevole contro l'Azerbaigian, perso per 3-2.

## Statistiche

### Cronologia presenze e reti in nazionale
| Cronologia completa delle presenze e delle reti in nazionale ― Kazakistan | Cronologia completa delle presenze e delle reti in nazionale ― Kazakistan | Cronologia completa delle presenze e delle reti in nazionale ― Kazakistan | Cronologia completa delle presenze e delle reti in nazionale ― Kazakistan | Cronologia completa delle presenze e delle reti in nazionale ― Kazakistan | Cronologia completa delle presenze e delle reti in nazionale ― Kazakistan | Cronologia completa delle presenze e delle reti in nazionale ― Kazakistan | Cronologia completa delle presenze e delle reti in nazionale ― Kazakistan |
| Data                                                                      | Città                                                                     | In casa                                                                   | Risultato                                                                 | Ospiti                                                                    | Competizione                                                              | Reti                                                                      | Note                                                                      |
| ------------------------------------------------------------------------- | ------------------------------------------------------------------------- | ------------------------------------------------------------------------- | ------------------------------------------------------------------------- | ------------------------------------------------------------------------- | ------------------------------------------------------------------------- | ------------------------------------------------------------------------- | ------------------------------------------------------------------------- |
| 11-6-2024                                                                 | Szombathely                                                               | Azerbaigian                                                               | 3 – 3                                                                     | Kazakistan                                                                | Amichevole                                                                | -1                                                                        | 46’                                                                       |
| 22-3-2025                                                                 | Cardiff                                                                   | Galles                                                                    | 3 – 1                                                                     | Kazakistan                                                                | Qual. Mondiali 2026                                                       | -3                                                                        |                                                                           |
| Totale                                                                    |                                                                           | Presenze                                                                  | 2                                                                         |                                                                           | Reti                                                                      | -2                                                                        |                                                                           |

## Palmarès

### Club

#### Competizioni nazionali
- Campionato kazako: 1

Astana: 2022
- Supercoppa del Kazakistan: 1

Astana: 2023
- Liga Kubogy: 1

Astana: 2024